# Jerry Lewis
Jerry Lewis (Newark, 16. ožujka 1926. – Las Vegas, 20. kolovoza 2017.) bio je američki komičar, filmski glumac i redatelj.

## Životopis
Lewis je najpoznatiji po suradnji s pjevačem Deanom Martinom s kojim je nastupao po američkim noćnim barovima od 1946. godine, a prvi puta su se zajedno na velikom platnu pojavili 1949. u filmu Moja prijateljica Irma. Zajedno su snimili 16 filmova i uvijek su imali isti koncept: Steve je romantični lik dok je Lewis uzimao uloge lakrdijaša. Od 1957. Lewis radi kao samostalni glumac i u filmovima mu se mogu vidjeti utjecaji braće Marx, a takav stil utjecao je na Jima Carreyja.
Od 1949. godine bolovao je od mišićne distrofije te je pomagao udrugama koje su se borile protiv te bolesti stoga je 1977. bio predložen za Nobelovu nagradu za mir. Iako nije osvojio nijednog Oscara za glumu, 2009. godine mu je dodijeljen Oscar za humanitarni rad. Bio je vrlo popularan među francuskom publikom te je odlikovan i Legijom časti.

## Odabrana filmografija
- Moja prijateljica Irma, kao Seymour (1949.)
- Artisti i modeli, kao Eugene Fullstack (1955.)
- Hollywood ili propast, kao Malcolm Smith (1956.)
- Luckasti profesor, kao prof. Julius Kelp/Buddy Love (1963.)
- Obiteljski nakit, kao više likova (1965.)
- Kralj komedije, kao Jerry Langford (1983.)

## Vanjske poveznice
- Jerry Lewis u internetskoj bazi filmova IMDb-u (engl.)